# Museo del Erotismo de París
El Museo del Erotismo de París (Musée de l'érotisme) fue un museo situado en n.º 72 del boulevar de Clichy, en el barrio de Pigalle, en el distrito XVIII de París, Francia. Estuvo dedicado al arte erótico.
Se inauguró en 1997 y expuso obras de África, América, Asia, Europa y Oceanía. Cerró sus puertas el 7 de noviembre de 2016, siendo finalmente la colección subastada.